# إد كاربنتر (سائق سباقات)
إد كاربنتر (بالإنجليزية: Ed Carpenter) مواليد 3 مارس 1981 في باريس، هو سائق فورملا 1 أمريكي.

## سباقات شارك فيها
- سلسلة إندي كار
- إنديانابوليس 500

## روابط خارجية
- إد كاربنتر على موقع Racing-Reference.info (الإنجليزية)
- إد كاربنتر على موقع DriverDB.com (الإنجليزية)